# پربادانان ناسیونال
پربادانان ناسیونال (انگلیسی: National Corporation) شرکت دولتی خدمات مالی مالزیایی است، که در سال ۱۹۶۹ تأسیس شد.